# Gare de Savio
Pour les articles homonymes, voir Savio.
La gare de Savio (en finnois : Savion rautatieasema, en suédois : Savio järnvägsstation) est une gare ferroviaire du transport ferroviaire de la banlieue d'Helsinki située dans le quartier de Savio (fi) à Kerava en Finlande.

## Situation ferroviaire
La gare de Savio est entre la gare de Korso et la gare de Kerava et à 26 km de la gare centrale d'Helsinki.

## Service des voyageurs
La gare de Savio est desservie par les trains de banlieue K et T.
La gare est desservie par les lignes de bus.